# Francisco de Ibarra (explorador español)
Francisco de Ibarra (Durango o Bilbao, Vizcaya, ¿1539? - Reino de Nueva Vizcaya; 18 de agosto de 1576) fue uno de los principales exploradores y conquistadores españoles de los territorios que hoy conforman la meseta central del norte del México. 
Fundó el Reino de Nueva Vizcaya y la villa de Durango, la actual Victoria de Durango, capital del estado mexicano de Durango.

## Biografía
Nació en la localidad de Durango, Vizcaya, País Vasco (España), alrededor del año 1539. 
Su carrera militar Nueva España se vio favorecida por la influencia de su tío, el conquistador Diego de Ibarra, yerno del virrey Luis de Velasco y Ruiz de Alarcón, marqués de Salinas tras el matrimonio con su hija Ana de Velasco y Castilla, en 1556. 
Emparentado a su vez con la élite de origen vasco de la sociedad virreinal, en 1554 fue enviado a la conquista de los territorios de los actuales Durango y Zacatecas. 
En 1562 Ibarra fue uno de los primeros exploradores de los territorios del actual Zacatecas. Ibarra logró pacificar la región con la derrota de los rebeldes chichimecas y realizó el descubrimiento de las fabulosas minas de plata de Fresnillo (Zacatecas).
En 1562, fue nombrado por su suegro, el virrey Velasco, adelantado y capitán general de Nueva Vizcaya; nombre que recibió la región explorada por Francisco de Ibarra. 
Tras el hallazgo de las minas de hierro de Cerro de Mercado por Ginés Vázquez de Mercado, en 1563 fundó villa de Durango o villa de Guadiana, actual Victoria de Durango. A Ibarra se debe también la fundación de Nombre de Dios.
En 1564 emprendió una nueva exploración a los territorios más septentrionales, sobre todo por las actuales regiones de Sonora y Sinaloa. En 1564 fundó la villa de San Juan Bautista de Sinaloa (hoy El Fuerte, pueblo mágico). En 1565 fundó asimismo San Sebastián (la actual Concordia, Sinaloa).
Durante sus últimos años de vida, alternó las estancias en Nueva Vizcay acon las expediciones en Sinaloa, pues continuó siendo gobernador de esta región. Falleció en Chametla (Municipio de Rosario, Sinaloa) el 17 de agosto en 1575, por una herida de flecha que infligida los indos zuaques del norte de Sinaloa. "El fin trágico de este valeroso capitán, da lástima su desdicha, aunque uno de los indios le quitaron la vida, le aumentaron la honra, por haberla perdido en defensa de su gobierno y honra". (AGN) RAMO SIMISONES 1647-1648.- PÁG.369/850)